# Colonizzazione dell'Australia

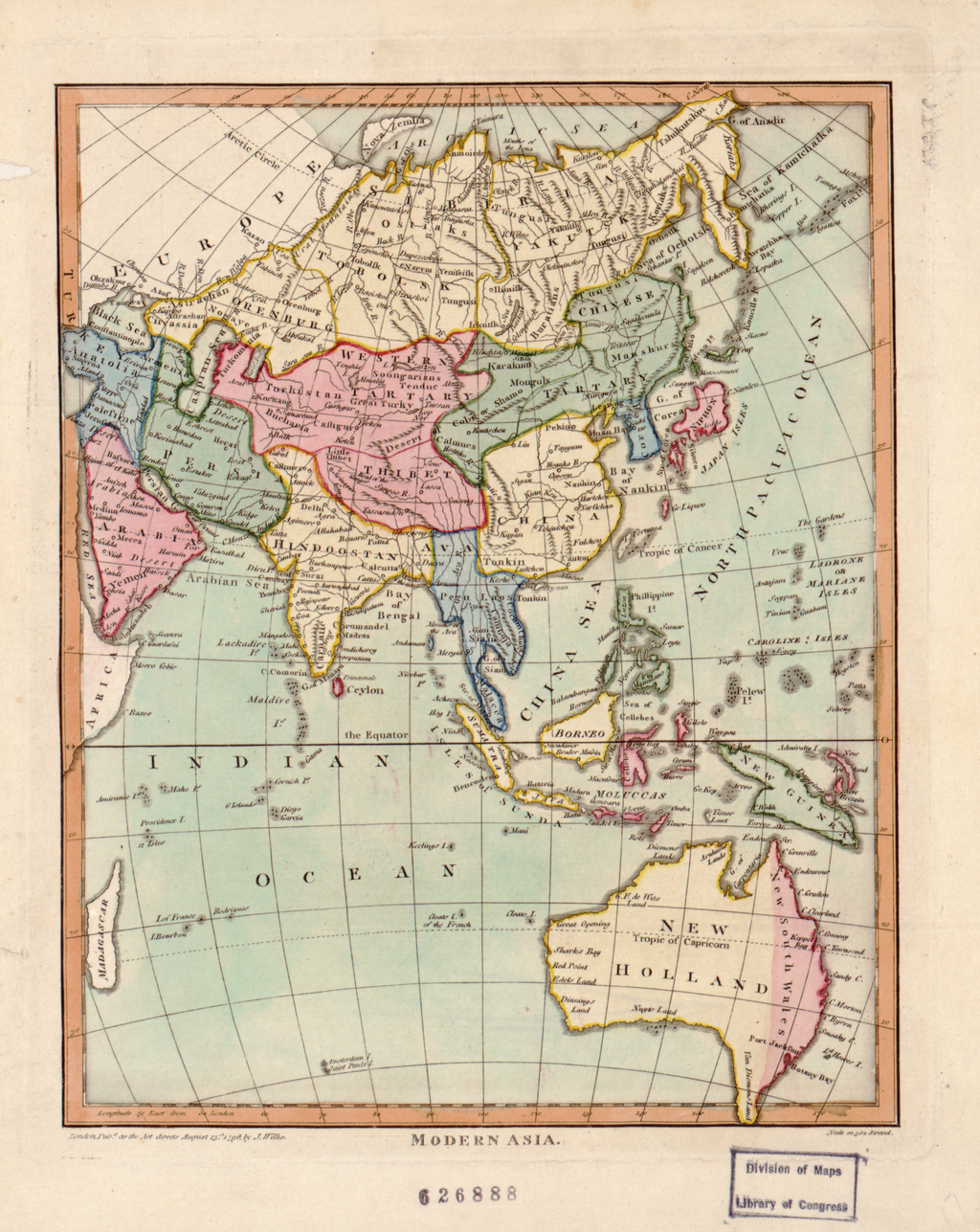
Mappa del 1796, dove l'Australia è indicata come "Nuova Olanda"

La colonizzazione dell'Australia da parte delle popolazioni europee iniziò nel 1787 con l'arrivo della Prima Flotta di navi britanniche nel Nuovo Galles del Sud. Questa spedizione stabilì una colonia penale nella zona dell'attuale Sydney e avviò una serie di esplorazioni del continente, fornendo la base per successive colonie. La colonizzazione europea creò rapidamente una nuova società dominante sull'isola, sostituendo le popolazioni autoctone di aborigeni australiani e segnando la fine del loro periodo preistorico.
Fu il nobile inglese Thomas Townshend, I visconte Sydney a prendere  a decisione di stabilire una colonia penale in Australia
Il motivo principale fu la fine della possibilità di trasferire i criminali negli Stati Uniti, a causa della guerra d'indipendenza americana, insieme alla necessità di stabilire una base nel Pacifico per contrastare l'espansione francese. Nel corso di 150 anni furono deportati in Australia circa 50.000 detenuti.
Sir Joseph Banks, lo scienziato che aveva accompagnato James Cook nella prima esplorazione del 1770, consigliò Botany Bay come luogo per il primo insediamento.
La prima flotta era composta da 11 navi e trasportava 1530 persone, fra cui 736 detenuti; pochi giorni dopo l'arrivo a Botany Bay la colonia fu spostata a Port Jackson, dove fu proclamata la fondazione del nuovo insediamento il 26 gennaio 1788, giorno che in seguito diventerà l'Australia Day. Dal 1793 iniziarono ad arrivare a Sydney anche coloni liberi.
La reazione degli aborigeni all'arrivo dei colonizzatori fu di vario tipo, ma più frequentemente improntata a ostilità, a causa della competizione creata per le risorse naturali e per l'occupazione forzosa dei territori; inoltre, le malattie portate dagli europei decimarono la popolazione nativa. Nessun contratto fu firmato dagli aborigeni con gli inglesi per la colonia di Sydney.